# Dampiera
Dampiera es un género de fanerógamas perteneciente a la familia  Goodeniaceae. Comprende 114 especies descritas y de estas, solo 69 aceptadas.

## Hábitat
Es endémico de Australia donde se encuentra en todos los estados.

## Descripción
Es una planta herbácea o pequeño arbusto que tiene flores de color azul o púrpura con el centro de color amarillo.

## Taxonomía
El género fue descrito por  Robert Brown y publicado en Journal of Botany, British and Foreign 49: 188. 1911. La especie tipo es: Dampiera incana R.Br.
Etimología
Dampiera: nombre genérico que fue nombrado en honor del capitán y científico inglés  William Dampier.

## Especies aceptadas
A continuación se brinda un listado de las especies del género Dampiera aceptadas hasta mayo de 2014, ordenadas alfabéticamente. Para cada una se indica el nombre binomial seguido del autor, abreviado según las convenciones y usos.
- Dampiera adpressa A.Cunn. ex DC.
- Dampiera alata Lindl.
- Dampiera altissima Benth.
- Dampiera angulata Rajput & Carolin
- Dampiera atriplicina C.A.Gardner ex Rajput & Carolin
- Dampiera candicans F.Muell.
- Dampiera carinata Benth.
- Dampiera cinerea Ewart & O.B.Davies
- Dampiera conospermoides W.Fitzg.
- Dampiera coronata Lindl.
- Dampiera decurrens Rajput & Carolin
- Dampiera deltoidea Rajput & Carolin
- Dampiera dentata Rajput
- Dampiera discolor (de Vriese) K.Krause
- Dampiera diversifolia de Vriese
- Dampiera dysantha (Benth.) Rajput & Carolin
- Dampiera eriantha K.Krause
- Dampiera eriocephala de Vriese
- Dampiera fasciculata R.Br.
- Dampiera ferruginea R.Br.
- Dampiera fitzgeraldensis Rajput & Carolin
- Dampiera fusca Rajput & Carolin
- Dampiera galbraithiana Rajput & Carolin
- Dampiera glabrescens Benth.
- Dampiera haematotricha de Vriese
- Dampiera hederacea R.Br.
- Dampiera heteroptera Rajput & Carolin
- Dampiera incana R.Br.
- Dampiera juncea Benth.
- Dampiera krauseana Rajput & Carolin
- Dampiera lanceolata A.Cunn. ex DC.
- Dampiera latealata Rajput & Carolin
- Dampiera lavandulacea Lindl.
- Dampiera leptoclada Benth.
- Dampiera lindleyi de Vriese
- Dampiera linearis R.Br.
- Dampiera loranthifolia F.Muell. ex Benth.
- Dampiera luteiflora F.Muell.
- Dampiera marifolia Benth.
- Dampiera obliqua Rajput & Carolin
- Dampiera oligophylla Benth.
- Dampiera orchardii Rajput & Carolin
- Dampiera parvifolia R.Br.
- Dampiera pedunculata Rajput & Carolin